# Districtul Mazouna
Mazouna este un district din provincia Relizane, Algeria.